# Z Ursae Majoris
Z Ursae Majoris ist ein halbregelmäßiger veränderlicher Stern im Sternbild Großer Bär.
Der amerikanische Astronom Edward Skinner King entdeckte seine Veränderlichkeit im Jahre 1904. Seine Periodizität liegt bei 195 Tagen. 
Das führende „Z“ im Namen folgt den Regeln zur Benennung veränderlicher Sterne und besagt, dass Z Ursae Majoris der neunte veränderliche Stern ist, der im Sternbild Großer Bär entdeckt wurde.